# Слобода (Підкарпатське воєводство)
Слобода (пол. Słoboda) — село на Закерзонні, в Польщі, у гміні Курилівка Лежайського повіту Підкарпатського воєводства.
Населення — 167 осіб (2011).

## Історія
У 1831 р. в селі було 290 греко-католиків, які належали до парафії Дубровиця Ярославського деканату Перемишльської єпархії.
На 01.01.1939 в селі проживало 440 мешканців, з них 410 українців, 20 поляків і 10 євреїв. Село належало до ґміни Курилувка Ярославського повіту Львівського воєводства. Греко-католики належали до парафії Дубровиця Сінявського деканату Перемишльської єпархії.
1945 року відповідно до «Угоди про взаємний обмін населенням у прикордонних районах» частина українського населення Слобода була виселена в СРСР. Жителі села були переселені в населені пункти Дрогобицької області — вивезено 319 осіб (77 сімей). Решту українців у 1947 р. депортовано на понімецькі землі.

## Демографія
Демографічна структура станом на 31 березня 2011 року:
|          | Загалом | Допрацездатний вік | Працездатний вік | Постпрацездатний вік |
| -------- | ------- | ------------------ | ---------------- | -------------------- |
| Чоловіки | 85      | 20                 | 56               | 9                    |
| Жінки    | 82      | 19                 | 48               | 15                   |
| Разом    | 167     | 39                 | 104              | 24                   |